# The Bloody Benders

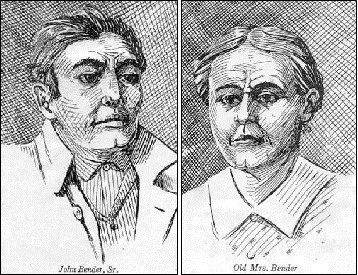
John Bender en zijn vrouw Elvira Bender

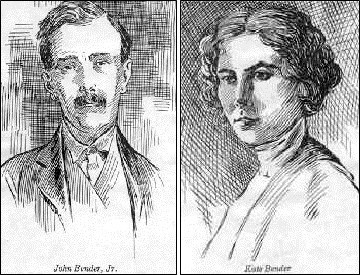
'Broer en zus': John Bender jr. en Kate Bender

The Bloody Benders is een bijnaam voor de familie Bender, die tussen 1871 en 1873 minstens elf mensen vermoordde in Labette County. De familie – bestaande uit vader John, moeder Elvira en twee kinderen (John jr. en Kate: later bleek dat ze geen familie waren, maar echtelieden) – vluchtte in 1873 nadat de misdaden waren ontdekt, en is nooit veroordeeld.

## De 'familie'
De Benders bestonden uit vier familieleden die, naar later bleek, voor het grootste deel geen familie bleken te zijn.
- John Bender, 60 jaar, was een grofgebouwde man die ook wel 'gorilla' als bijnaam had.[2]
- Elvira Bender, 55 jaar, had een onvriendelijke uitstraling. Buren noemden haar duivels.[3]
- John Bender jr., 25 jaar, was lang en slank. Hij keek en luisterde vooral.[4]
- Kate Bender, 20 jaar, was een knappe vrouw die wel als het brein van de moordpartijen werd gezien.[5]

Algemeen wordt aangenomen dat de Benders immigranten uit Duitsland waren. Alleen Elvira en Kate zouden familie zijn geweest, namelijk moeder en dochter. Kate zou zijn getrouwd met John jr., in werkelijkheid John Gebhardt geheten, en de echte naam van John Bender zou John Flickinger zijn. Er is echter nooit sluitend bewijs gevonden voor hun identiteit.

## Misdaden

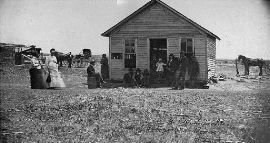
Het huis waar de familie haar misdaden beging, kort nadat ze werd ontmaskerd

De Benders vestigden zich in 1870 in Labette County. Ze bouwden er een huis en deden al gauw hun best voorbijtrekkende reizigers te lokken. Dat deden ze door een bord met het opschrift 'groceries' (levensmiddelen) op te hangen. In werkelijkheid had de familie niet meer dan flessen wijn in huis. Als de reizigers eenmaal binnen waren, sloegen de Benders ze met een hamer de schedel in. Ze werden ontmaskerd toen dr. William York in de lente van 1873 op zoek ging naar zijn vermiste buurman en diens dochter en vervolgens zelf ook verdween. Toen Yorks broer kolonel Ed York op de zoektocht naar William naar het huis van de Benders ging, roken ze nattigheid en gingen ervandoor.
Een paar dagen later kwam kolonel York nog eens langs de, inmiddels verlaten, herberg. In de boomgaard bleken een tiental lijken te liggen begraven, onder wie dr. York en de buurman met zijn dochter naar wie hij op zoek was. Er werden ook andere vermissingen met de Benders in verband gebracht.
Ondanks een klopjacht op de daders is de familie Bender nooit getraceerd, aangehouden en veroordeeld.